# Batrisodes grubbsi
Batrisodes grubbsi är en skalbaggsart som beskrevs av Chandler 1992. Batrisodes grubbsi ingår i släktet Batrisodes och familjen kortvingar. Inga underarter finns listade i Catalogue of Life.